# Félix Sabal-Lecco (musicien)
Pour les articles homonymes, voir Félix Sabal-Lecco, Sabal (homonymie) et Lecco (homonymie).
Félix Sabal-Lecco, dit Féfé, est un batteur franco-camerounais né le 6 novembre 1959 à Yaoundé (Cameroun français) et mort le 3 mars 2024 à Rumaucourt. 
Parallèlement à son métier d'accompagnateur, il développe une carrière personnelle de compositeur, arrangeur et interprète. 

## Biographie

### Enfance et famille
Félix Sabal-Lecco est issu d'une famille d'ambassadeurs. Son père, également appelé Félix Sabal-Lecco, est ministre du Cameroun sous le gouvernement d'Ahmadou Ahidjo. Son frère Armand connait lui aussi une carrière musicale en tant que bassiste. Félix Sabal-Lecco s'essaye aussi à une carrière de comédien avec Tismée de Bruno Fougnies.

### Carrière
Il participe à plusieurs tournées aux côtés de Manu Dibango, en tant que bassiste puis batteur, échangeant sa place avec son frère. Il collabore également avec les chanteurs africains Youssou N'Dour et Salif Keïta et avec Herbie Hancock lors de tournées internationales.

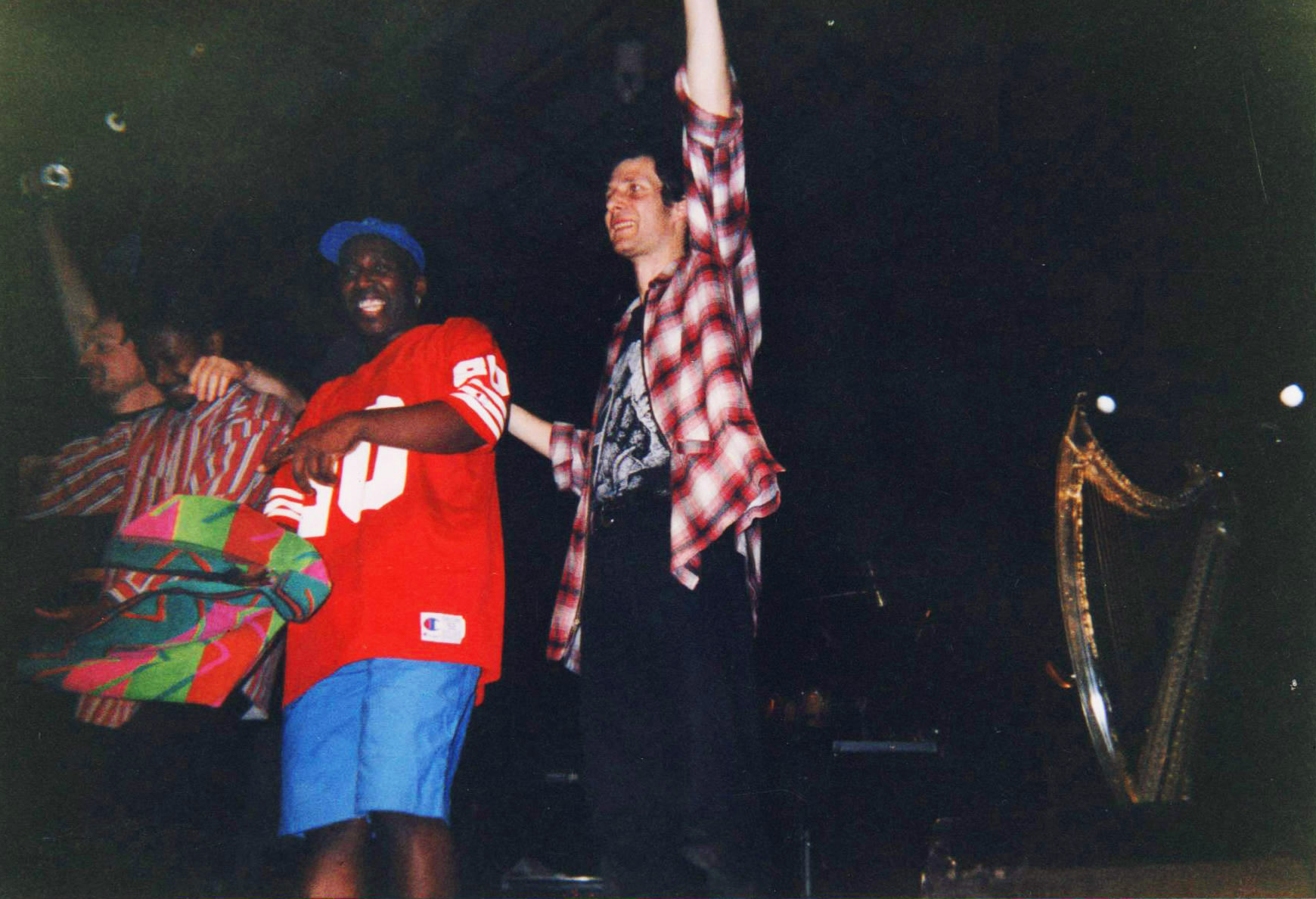
Felix Sabal-Lecco à Mayenne lors de la tournée Brian Boru d'Alan Stivell en 1995.

Il a joué avec quelques grands noms tels que Peter Gabriel, Prince, Sting, Jeff Beck ou encore Alan Stivell (tournée Brian Boru, festival interceltique de Lorient 1995). Il a accompagné sur scène des artistes français comme France Gall et Michel Jonasz. En studio, il enregistre à la batterie sur The Rhythm of the Saints de Paul Simon en 1990.
Après avoir tourné en tant que batteur en 2000 dans Manu Dibango live de Luc Riolon, il compose différentes musiques de ses documentaires et de ceux d'autres réalisateurs.
En 2014, il fait partie de l'aventure Norbert Galo & Friends avec le guitariste Norbert Galo (Deep Forest, Josh Groban, Ana Torroja, Chitose Hajime, Catherine Lara) depuis plus de dix ans maintenant. 
Il a été, juste avant la pandémie de Covid-19, le maître de cérémonie du Jam à la Petite Halle de la Villette, organisé par la chaine musique de Quincy Jones. 
En 2020, il participe à un hommage public à François Deguelt qu'il avait accompagné dans son studio pour un album et il prévoit de préparer un ou deux titres en single dont Le Bal de la Marine en hommage à la chanson française qu'il apprécie depuis toujours pour son romantisme et sa poésie. 
À partir de 2022, il est le batteur de Nicole Rieu, en particulier sur son dernier album Et la vie coulait. 
Il accompagne des stars internationales sur des scènes diverses dont le Sporting de Monaco.

### Décès
Félix Sabal-Lecco meurt le 3 mars 2024 à Rumaucourt.

## Musicographie

### Discographie
- 2004 : Fortunes arrive [Tonträger], de Sonja Kandels - Jork : éd. Minor Music (à la batterie)
- (de) « Publications de et sur Fortunes arrive », dans le catalogue en ligne de la Bibliothèque nationale allemande (DNB).

### Musiques de films
- 2003 : Sur les pas du botaniste...Jean-Jacques de Granville, de Luc Riolon, documentaire (OCLC 492476852)
- 2004 : La liane mystérieuse des Wayana, de Luc Riolon, documentaire (OCLC 492191205)
- 2011 : L'énigme du caïman noir, de Luc Riolon, documentaire France 2 (OCLC 762253443)
- 2006 : Au commencement était la vase, de Luc Riolon, documentaire scientifique, arte (OCLC 494173602)
- 2007 : Voyage en eau trouble, de Luc Riolon, documentaire scientifique, arte (OCLC 493479590)
- 2008 : Le Delta du Nil : La fin du miracle, de Luc Riolon, documentaire scientifique, Arte
- 2010 : Tchernobyl, une histoire naturelle ?, de Luc Riolon, documentaire scientifique, 90 min, Arte, chant Bettina Riolon Seddoh
- 2011 : Parole de fleuve de Bernard Surugue, documentaire (OCLC 762748826) (chant et composition)
- 2011 : Les passeurs de lumière de Bernard Surugue, documentaire (OCLC 762744319)
- 2012 : 10 jours en or de Nicolas Brossette (OCLC 795420844)
- 2012 : Looking for life, de Luc Riolon, documentaire scientifique
- 2013 :  "L'évolution en marche, série 5 × 52 min direction de collection Luc Riolon, documentaires scientifiques; ARTE France
- 2017 : La Maladie du bout de la piste (la maladie du sommeil en Côte d'Ivoire), de Luc Riolon, documentaire scientifique, IRD
- 2019 : L'École supérieure d'agronomie de Côte d'Ivoire : défis du XXIe siècle, de Luc Riolon, documentaire scientifique ESA Montpellier/ESA Yamoussoukro Côté dIvoire
- 2022 : La Vase source de vies, de Luc Riolon, documentaire scientifique, directeur de recherches Daniel Guiral, France Télévision
- 2023 : La tête à l'envers, de Luc Riolon, chorégraphie Josette Baïz (fiction chorégraphique avec 70 enfants des quartiers nord de Marseille et Aix-en-Provence)